# A. Edward Sutherland
Pour les articles homonymes, voir Sutherland.
A. Edward Sutherland est un réalisateur américain, né le 5 janvier 1895 à Londres (de parents américains), mort le 31 décembre 1973 à Palm Springs, Californie.

## Biographie
Edward Sutherland commence sa carrière comme acteur, d'abord dans le théâtre puis au cinéma. Il fut ensuite réalisateur pour Laurel et Hardy, W.C. Fields, Mae West...
Il fut marié à l'actrice Louise Brooks.

## Filmographie partielle

### comme acteur
- 1914 : Le Roman comique de Charlot et Lolotte (Tillie's Punctured Romance) de Mack Sennett : un policier
- 1916 : The Danger Girl de Clarence G. Badger
- 1919 : Les Deux Mères (A Girl Named Mary) de Walter Edwards
- 1920 : Marions Maman (All of A Sudden Peggy) de Walter Edwards
- 1920 : Fatty, l'intrépide shérif (The Round-Up) de George Melford
- 1920 : L'Affaire Paliser (The Paliser Case) de William Parke
- 1921 : The Light in the Clearing de T. Hayes Hunter
- 1922 : The Loaded Door de Harry A. Pollard
- 1922 : Mamzelle sans nom (Nancy from Nowhere) de Chester M. Franklin

### comme réalisateur
- 1925 : Raymond, fils de Roi (A Regular Fellow)
- 1925 : Le Chauffeur inconnu (Wild, Wild Susan)
- 1925 : En disgrâce (Coming Through)
- 1926 : Behind the Front
- 1926 : Un conte d'apothicaire (It's the Old Army Game)
- 1926 : We're in the Navy Now
- 1927 : Love's Greatest Mistake
- 1927 : Mon patron et moi (Figures Don't Lie)
- 1927 : Sapeurs... sans reproche (Fireman, Save My Child)
- 1928 : Tillie's Punctured Romance
- 1928 : The Baby Cyclone
- 1928 : Quelle nuit ! (What a Night!)
- 1929 : Harmonie (Close Harmony)
- 1929 : Chimères (Fast Company)
- 1929 : La Cadette (The Saturday Night Kid)
- 1929 : La Danse de la vie (The Dance of Life)
- 1929 : Pointed Heels
- 1930 : Paramount on Parade (film collectif)
- 1930 : The Social Lion
- 1930 : The Sap from Syracuse
- 1930 : Plein gaz (Burning Up)
- 1931 : The Gang Buster
- 1931 : June Moon (en)
- 1931 : Up Pops the Devil
- 1931 : Palmy Days
- 1932 : Sky Devils
- 1932 : Robinson moderne (Mr. Robinson Crusoe)
- 1932 : Secrets of the French Police (en)
- 1933 : Murders in the Zoo
- 1933 : International House
- 1933 : Too Much Harmony
- 1935 : Mississippi (coréalisation : Wesley Ruggles)
- 1935 : Diamond Jim
- 1936 : Poppy
- 1937 : Champagne valse (Champagne Waltz)
- 1937 : Fifi peau de pêche (Every Day's a Holiday )
- 1939 : Laurel et Hardy conscrits (The Flying Deuces)
- 1940 : Au-delà de demain (Beyond Tomorrow)
- 1940 : The Boys from Syracuse
- 1940 : Une nuit sous les tropiques (One Night in the Tropics)
- 1940 : La Femme invisible (The Invisible Woman)
- 1941 : Nine Lives Are Not Enough
- 1941 : Steel Against the Sky
- 1942 : Sing Your Worries Away
- 1942 : Army Surgeon (Chirurgien de l'armée)
- 1942 : La Marine triomphe (The Navy Comes Through)
- 1943 : Dixie (Dixie)
- 1944 : Hollywood Parade (Follow the Boys) (coréalisation : John Rawlins)
- 1944 : Les Saboteurs (Secret Command)
- 1945 : Having Wonderful Crime
- 1946 : Abie's Irish Rose
- 1956 : Bermuda Affair